# Itinerància
La itinerància (popularment s'empra el vocable anglès roaming, pr. ròming, que significa vagar, rondar) és un concepte utilitzat en comunicacions sense fil que està relacionat amb la capacitat d'un dispositiu per a moure's d'una zona de cobertura a una altra.
El concepte d'itinerància utilitzat en les xarxes Wi-Fi significa que el dispositiu Wi-Fi del client pot desplaçar-se i anar registrant-se en diferents bases o punts d'accés.
En telefonia mòbil, la itinerància és la capacitat d'enviar i rebre trucades en xarxes mòbils fora de l'àrea de servei local de la mateixa companyia, és a dir, dins de la zona de servei d'una altra empresa del mateix país, o bé durant una estada en un altre país diferent, amb la xarxa d'una empresa estrangera.

## Itinerància en telefonia mòbil
El servei d'itinerància ha fet possible que els usuaris de telefonia mòbil adquireixin una total llibertat de moviment entre les àrees de cobertura de les diferents empreses de telecomunicacions.
Consisteix a permetre que un usuari que es trobi dins de la zona de cobertura d'una xarxa mòbil diferent a la qual li presta el servei pugui rebre les trucades fetes cap al seu número de mòbil sense necessitat de realitzar cap mena de procediment extra i, en molts casos, també efectuar trucades cap a la zona on es va contractar originalment el servei, sense necessitat de fer una marcació especial. Per a arribar a aquest fi, ambdues companyies (la prestadora original del servei i la propietària de la xarxa en la qual el client estigui itinerant) han de tenir subscrit un acord d'itinerància, en el qual defineixen quins clients tenen accés al servei i com s'efectuarà la connexió entre els seus sistemes per a encaminar les trucades de telèfon.
Encara que el servei permet una comunicació immediata i, en molts casos, sense necessitat de cap sol·licitud addicional, és de notar que habitualment el cost de transferència de cada trucada i els costos d'interconnexió es carregaran al receptor de la trucada, no a la persona que truca (que no té per què saber on es troba l'abonat trucat). Així, el servei és transparent per a l'usuari que desitja contactar un número que es desplaça a una altra zona.
El concepte d'itinerància també es pot aplicar als terminals mòbils alliberats, ja que un mateix pot reduir els costos de roaming tant per a l'usuari emissor com per al receptor, usant una targeta SIM d'algun dels operadors mòbils disponibles en la zona. Aquesta itinerància és útil quan es viatja a l'estranger, el que constitueix un dels avantatges del sistema GSM.

## Itinerància en xarxes Wi-Fi
Perquè sigui possible hi ha d'haver una petita superposició (overlapping) en les cobertures dels punts d'accés (access points), de tal manera que els usuaris puguin desplaçar-se per les instal·lacions i sempre tinguin cobertura. Els punts d'accés incorporen un algorisme que decideix quan una estació ha de desconnectar-se d'un punt d'accés i quan connectar-se a un altre.
Això és molt freqüent en campus de facultats diferents que tenen diferents punts d'accés i noms. Al caminar entre elles es desconnecta d'una, però es connecta a altra xarxa.
Això permet no només la connexió en diferents punts distants en els quals el client té servei, sinó també que la trucada (en el cas de GSM) o la connexió (Wi-Fi) romangui activa i no s'interrompi.

## Altres tipus de roaming
Roaming interestandard Aquest tipus es refereix al roaming entre dos estàndards. Aquest terme s'utilitza àmpliament en les comunicacions mòbils, on especialment els clients de CDMA volen fer servir el seu telèfon en regions on no hi ha xarxa CDMA o no hi ha cap acord de roaming per donar suport al roaming segons l'estàndard utilitzat. A Europa, gairebé no hi ha xarxes CDMA. La majoria dels clients de CDMA són originaris d'Amèrica del Nord i del Sud o de l'Extrem Orient. Perquè puguin moure's per Europa, la solució és el roaming interestandard. Els clients de CDMA que arriben a Europa poden registrar-se a les xarxes GSM disponibles.
Com que les tecnologies de comunicació mòbil es van desenvolupar de manera independent en diferents continents, aconseguir el roaming sense interrupcions utilitzant aquestes tecnologies comporta dificultats significatives. En general, aquestes tecnologies es van implementar segons els estàndards tecnològics establerts per diverses organitzacions de la indústria, d'aquí el nom.

### Roaming internacional
Aquest tipus de roaming implica la possibilitat de connectar-se a la xarxa d'un operador de telecomunicacions estranger. Per tant, és particularment interessant per als turistes i viatgers de negocis. En general, el roaming internacional és més senzill de realitzar amb l'estàndard GSM, ja que és utilitzat per més del 80% dels operadors de comunicacions mòbils a nivell mundial i està recolzat per la majoria de dispositius. Si el roaming internacional permet al viatger mantenir-se connectat durant el viatge, també pot generar despeses significatives per als usuaris a causa de la tendència dels operadors a establir preus exorbitants per a l'ús de la comunicació GSM a nivell internacional, si el viatger no adquireix una aplicació addicional per al seu pla tarifari actual. De fet, l'ús de xarxes mòbils fora del país on es van adquirir pot generar despeses significatives si l'usuari no té una aplicació addicional per al seu pla tarifari actual.